# Ledesma de la Cogolla
Ledesma de la Cogolla és un municipi de la Rioja, a la regió de la Rioja Alta.